# Бондар Сергій Михайлович
Бондар Сергій Михайлович — художник, заслужений діяч мистецтв Казахстану

## Біографія
Народився 5 лютого 1912 року в селі Ольшана Прилуцького повіту Полтавської губернії в селянській родині. Малювати почав ще в ранньому дитинстві. Навчався спочатку в земській, а потім у трудовій школах.
У 1920-х роках родина Бондарів переїхала до Прилук. Першим учителем був художник М. О. Рутченко.
Разом із професором В. І. Масловим брав активну участь у створенні окружного музею в Прилуках.
За порадою Маслова поїхав до Ленінграда і вступив в Академію мистецтв. Не закінчивши навчання, через скрутне матеріальне становище, повернувся в Прилуки, а через деякий час поїхав на заробітки до Києва і став членом Асоціації художників України.
Навчався в приватній студії відомого живописця І. Ф. Селезньова.
У 1933 році Бондар переїхав до Ленінграда, продовжив навчання в Академії мистецтв, опановував мистецтво літографії.
У 1934 брав участь у виставці молодих художників Ленінграду, після якої почалося співробітництво з видавництвами. На їхнє замовлення готував портрети полководців Червоної Армії, керівників держави. У період Великої Вітчизняної війни працював над випуском оборонних і патріотичних плакатів.
З 1941 по 1945 рік, проживаючи в м. Алма-Ата (Казахстан), виконав багато автолітографій. Серед них «Фельдмаршал Кутузов», «Адмірал Нахімов», «Мінін і Пожарський».
У 1943 році С. М. Бондар став членом Спілки художників СРСР, а через рік — за активну творчу діяльність у період Німецько-радянської війни йому присвоєно звання заслуженого діяча мистецтв Казахської РСР.
Після війни художник повернувся до Ленінграда, створив і видав портрети-плакати героїв Німецько-радянської війни, передовиків промисловості й сільського господарства.
Брав участь у багатьох виставках як у Радянському Союзі, так і за кордоном.
Неодноразово відвідував Прилуки. У дар музею передав близько 250 своїх робіт. Проживав у Санкт-Петербурзі.